# Alcimus taeniopus
Alcimus taeniopus là một loài ruồi trong họ Asilidae. Alcimus taeniopus được Rondani miêu tả năm 1873. Loài này phân bố ở vùng nhiệt đới châu Phi.